# Kreis Dieburg
Der Kreis Dieburg, mit der gleichnamigen Kreisstadt Dieburg, war ein von 1832 bis zum 1. November 1938 bestehender Landkreis des Großherzogtums Hessen und nach dem Ersten Weltkrieg des Volksstaates Hessen. Aus ihm ging im Zuge der Verwaltungsreformen 1938 der Landkreis Dieburg hervor.

## Geschichte

### Territoriale Entwicklung

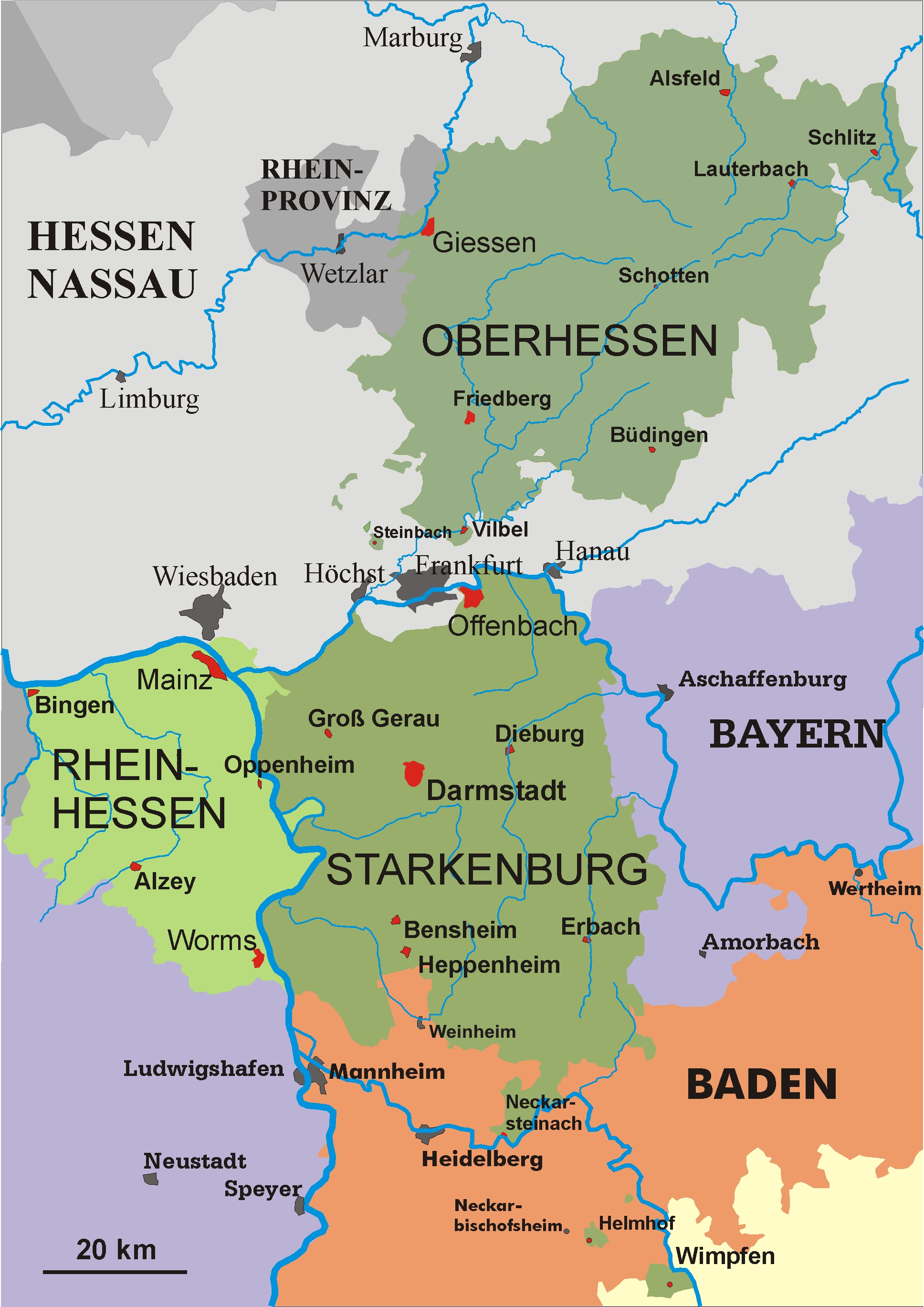
Die Provinzen des Volksstaat Hessen im Jahr 1930

Nach der Verkündigung der Verfassung des Großherzogtums Hessen am 17. Dezember 1820 folgte am 14. Juli 1821 eine umfassende Verwaltungsreform. Statt der Ämter wurden nun Landratsbezirke (und Landgerichte) eingerichtet.
So wurde 1821 der Landratsbezirk Dieburg geschaffen, der nach einer weiteren Verwaltungsreform 1832 gemeinsam mit dem Landratsbezirk Reinheim im neuen Kreis Dieburg aufging.
Die nächste Veränderung erfuhr der Kreis Dieburg durch die Deutsche Revolution von 1848. Während der Revolution wurde der Kreis aufgelöst und dem Regierungsbezirk Dieburg zugeschlagen. Nach der Restitution 1852 wurden die Regierungsbezirke wieder aufgehoben. Dabei entstand ein neu abgegrenzter Kreis Dieburg aus dem Landgerichtsbezirk Umstadt sowie aus Teilen der Landgerichtsbezirke Höchst, Langen, Offenbach, Reinheim und Seligenstadt.
Zusammen mit den Kreisen Bensheim, Darmstadt, Erbach, Groß-Gerau, Heppenheim und Offenbach, sowie bis 1874 mit den Kreisen Lindenfels, Neustadt und Wimpfen bildete seitdem der Kreis Dieburg die Provinz Starkenburg im Großherzogtum Hessen und in der Folge im Volksstaat Hessen.
Am 1. Juli 1874 wurde dem Kreis Dieburg im Rahmen einer hessischen Kreisreform die Gemeinden Frau-Nauses, Ober-Nauses, Schloß-Nauses und Wiebelsbach aus dem aufgelösten Kreis Neustadt zugeschlagen.

Bei der hessischen Verwaltungsreform vom 1. November 1938 wechselten die Gemeinden Allertshofen, Brandau, Ernsthofen, Frankenhausen, Herchenrode, Hoxhohl, Lützelbach, Neunkirchen, Neutsch, Nieder-Modau, Ober-Modau, Rohrbach und Wembach vom Kreis Dieburg in den Landkreis Darmstadt. Die verbliebenen Gemeinden bildeten fortan den Landkreis Dieburg. 

### Leitende Beamte
Kreisräte
- 1832–1848 Friedrich Kritzler

Von 1848 bis 1852 bestanden im Großherzogtum Hessen keine Kreise. Die Aufgaben wurden von Regierungsbezirken wahrgenommen.
- 1852–1854 vakant, faktisch vertreten durch Kreisassessor Ludwig Strecker[5]
- 1854–1858 Egid Joseph Carl von Rüding
- 1858–1866 Theodor Goldmann
- 1867–1874 Friedrich Küchler
- 1874–1884 Friedrich Hallwachs
- 1884–1900 Friedrich Heß
- 1900–1900 Friedrich Lochmann
- 1908–1911 Hermann Kratz
- 1911–1916 Eugen Wagner

Kreisdirektoren
- 1917–1921 Heinrich Graef
- 1921–1924 Heinrich Gebhardt
- 1924–1933 August Hemmerde[6]
- 1934–1938 Dieter Stammler[7]
- 1938 Karl Meisel[8], ab 1939: Landrat des Landkreises Dieburg.

### Einwohnerentwicklung
Die Entwicklung der Einwohnerzahlen im Kreis Dieburg:
| Datum | Einwohnerzahl |
| ----- | ------------- |
| 1852  | 51.635        |
| 1900  | 55.378        |
| 1910  | 62.023        |
| 1925  | 65.405        |
| 1933  | 68.102        |

## Gliederung
Dem Kreis Dieburg gehörten 70 Gemeinden an, darunter die fünf Städte Babenhausen, Dieburg, Groß-Bieberau, Groß-Umstadt und Reinheim:
| - Allertshofen - Altheim - Asbach - Babenhausen, Stadt - Billings - Brandau - Brensbach - Dieburg, Kreisstadt - Dorndiel - Eppertshausen - Ernsthofen - Frankenhausen - Fränkisch-Crumbach - Frau-Nauses | - Georgenhausen - Groß-Bieberau, Stadt - Groß-Umstadt, Stadt - Groß-Zimmern - Gundernhausen - Habitzheim - Harpertshausen - Harreshausen - Herchenrode - Hergershausen - Hering - Heubach - Hoxhohl - Kleestadt | - Klein-Bieberau - Klein-Umstadt - Klein-Zimmern - Langstadt - Lengfeld - Lichtenberg - Lützelbach - Meßbach - Messenhausen - Mosbach - Münster - Neunkirchen - Neutsch - Nieder-Klingen | - Nieder-Modau - Nieder-Roden - Niedernhausen - Nonrod - Ober-Klingen - Ober-Modau - Ober-Nauses - Ober-Roden - Radheim - Raibach - Reinheim, Stadt - Richen - Rodau - Rohrbach | - Schaafheim - Schlierbach - Schloß-Nauses - Semd - Sickenhofen - Spachbrücken - Steinau - Ueberau - Urberach - Webern - Wembach - Wersau - Wiebelsbach - Zeilhard |

Zum Kreis gehörten außerdem das gemarkungsselbständige Grundstück Hottenbacher Hof sowie die selbständigen Gemarkungen Koloniewald und Forst Eichen.